# Comuna de Gniewoszów
Gniewoszów (polaco: Gmina Gniewoszów) é uma gminy (comuna) na Polónia, na voivodia de Mazóvia e no condado de Kozienicki. A sede do condado é a cidade de Gniewoszów.
De acordo com os censos de 2004, a comuna tem 4232 habitantes, com uma densidade 50,2 hab/km².

## Área
Estende-se por uma área de 84,29 km², incluindo:
- área agrícola: 79%
- área florestal: 9%

## Demografia
Dados de 30 de Junho 2004:
|                      | Total   | Total | Mulheres | Mulheres | Homens  | Homens |
| -------------------- | ------- | ----- | -------- | -------- | ------- | ------ |
|                      | pessoas | %     | pessoas  | %        | pessoas | %      |
| População            | 4232    | 100   | 2217     | 52,4     | 2015    | 47,6   |
| Densidade (pop./km²) | 50,2    | 100   | 26,3     | 26,3     | 23,9    | 23,9   |

De acordo com dados de 2002, o rendimento médio per capita ascendia a 1323 zł.

## Subdivisões
- Boguszówka, Borek, Gniewoszów, Kociołek, Marianów, Markowola, Markowola-Kolonia, Mieścisko, Oleksów, Regów Stary, Sławczyn, Sarnów, Wólka Bachańska, Wysokie Koło, Zalesie, Zdunków, Zwola.

## Comunas vizinhas
- Garbatka-Letnisko, Policzna, Puławy, Sieciechów